# Stubaiské Alpy
Stubaiské Alpy ( Stubaier Alpen,  Alpi dello Stubai) leží na území Itálie a Rakouska. Tvoří spolu se sousedními Zillertalskými a Ötztalskými Alpami trojici nejznámějších pohoří Tyrolska. Tak jako v sousedních celcích i zde se setkáme s rozsáhlým zaledněním, které je však situováno pouze v nejvyšších masivech pohoří. Největší ledovce jsou Sulztalferner a Sulzenauferner. Nejvyšším vrcholem je Zuckerhütl (Homole cukru) - 3507 m n. m. ležící v hlavním hřebeni na západě pohoří.

## Poloha
Stubaiské Alpy jsou od Zillertalských Alp odděleny hlubokým údolím Wipptal a nejnižším alpským sjízdným sedlem v hlavním hřebeni - Brennerským průsmykem. Údolí Innu tvoří severní hranici a na západě to je údolí Ötztal, které je dělí od Ötztalských Alp. Na jihu jsou vymezeny důležitými silničními sedly Timmelsjoch a Jaufenpass.

## Geologie
Geologická stavba pohoří je neobyčejně pestrá. Základním stavebním prvkem je rula doprovázena na převážné většině území břidlicí a slídou. Hlavní hřeben je pak tvořen především žulou. Ovšem více než jinde v Centrálních krystalických Alpách se zde vyskytují mocné vrstvy vápence, které především na severu (oblast vrcholů Tribulaun a Kalkkögel) vytvářejí masivy podobné spíše Dolomitům.

## Členění pohoří
Na hlavní hřeben Hochstubai Hauptkamm (Zuckerhütl) jsou od severu nasunuty další, svým charakterem odlišné hřebeny. Na západě to je rozeklaný masiv Tribulaune (Pflescher Tribulaun) a Serleskamm (Serles). Na sever od nejvýznamnějšího údolí pohoří - Stubaital leží snad nejdivočejší část hor - vápencový hřeben Kalkögel (Schlicker Seespitze). V blízkosti hlavního Tyrolského města Innsbrucku je to skupina Sellrainer Berge (Winnebacher Weisskogel). Na hlavní alpský hřeben se příčně napojuje dlouhá severní rozsocha Alpeiner Berge (Schrankogel). Nejvyšší ryze italskou horou Stubaiských Alp je Il Capro (Botzer - 3251 m), který najdeme v jižní rozsoše vybíhající od hraničního vrcholu Cima Mallavale (Sonklarspitze).

## Významné vrcholy
Deset nejvyšších vrcholů Stubaiských Alp :
- Zuckerhütl, 3507 m
- Schrankogel, 3497 m
- Pfaffenschneid, 3488 m
- Ruderhofspitze, 3473 m
- Sonnklarspitze, 3471 m
- Wilder Pfaff, 3458 m
- Wilder Freiger, 3419 m
- Östliche Seespitze, 3416 m
- Schrandele, 3393 m
- Hohes Eis, 3388 m

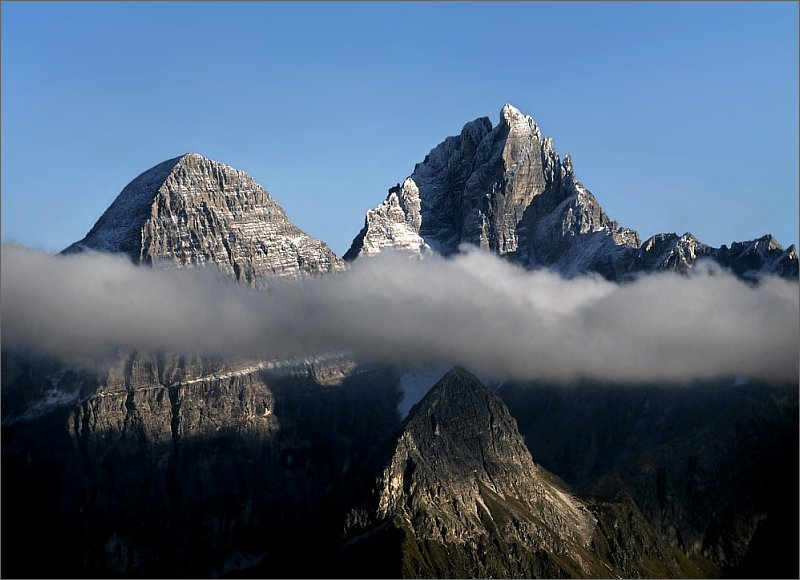
Tribulaun

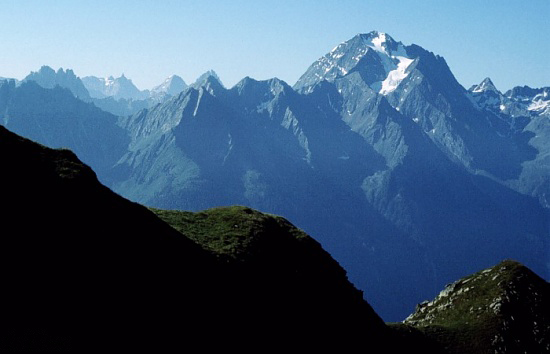
Habicht

Ve Stubaiských Alpách je na 500 pojmenovaných výškových kót se statutem vrchol
- Wilde Leck, 3361 m
- Stubaier Wildspitze, 3340 m
- Schaufelspitze, 3333 m
- Breiter Grießkogel, 3295 m
- Habicht, 3277 m
- Östlicher Feuerstein, 3268 m
- Pflerscher Tribulaun, 3096 m
- Schontalspitze, 3008 m
- Hohe Villerspitze, 3092 m
- Gamskogel, 2815 m
- Schlicker Seespitze, 2804 m
- Serles, 2718 m
- Hoher Burgstall, 2613 m
- Saile (Nockspitze), 2406 m

## Horské chaty
- Nürnberger Hütte (2278 m) - Wilder Freiger
- Sulzenauhütte (2191 m) - Zuckerhütl
- Dresdner Hütte (2308 m) - Stubaier Wildspitze
- Amberger Hütte (2136 m) - Schrankogel
- Westfalenhaus (2276 m) - Winnebacher Weisskogel
- Adolf - Pichler Hütte (1977 m) - Kalkkögel
- Innsbrucker Hütte (2369 m) - Habicht
- Tribulaunhütte (2373 m) - Tribulaun
- Neue Regensburger Hütte (2287 m) - Ruderhofspitze
- Grohmannhütte ( m)
- Teplitzer Hütte ( m)
- Müllerhütte ( m)
- Alte Magdeburger Hütte ( m)
- Alte Bielefelder Hütte ( m)
- Becherhaus ( m)
- Potsdamer Hütte ( m)
- Bremer Hütte ( m)
- Siegerlandhütte ( m)
- Brunnenkogelhaus ( m)

## Stubaier Höhenweg
Stubaier Höhenweg (Stubaiská vysokohorská cesta) je výškový - chodník asi 120 km dlouhý, který se většinou absolvuje v osmi až devíti etapách. Stubaier Höhenweg je okružní cesta se startem a cílem ve městě Neustift. Cesta vede téměř bez výjimky velehorským prostředím ve výškách mezi 2000 a 3000 m a je částečně zajištěná ocelovým lanem a kramlemi. Celý chodník je veden bez vstupu na ledovec.